# Gekleurde ruis
Gekleurde ruis (als audiosignaal) is ruis waarvan het frequentiespectrum niet constant is (zoals bij witte ruis). Naast witte ruis, waarbij de gemiddelde amplitude voor iedere frequentie juist wel gelijk is, zijn er twee belangrijke bijzondere gevallen van gekleurde ruis te onderscheiden:
- Roze ruis - In het frequentiespectrum van roze ruis is de gemiddelde amplitude voor ieder octaaf, decade (of ander interval) gelijk. Deze ruis nemen wij dus als 'recht' waar. Het vermogensdichtheidsspectrum is evenredig met 1/f1 ofwel 1/f. Roze ruis wordt ook wel 1/f-ruis genoemd.
- Brownse ruis of bruine ruis[1] - Nu is de curve −6 dB/Hz en −3 dB/int; vermogensdichtheidsspectrum is evenredig met 1/f2. Deze ruis is voor onze waarneming behoorlijk dof. Zie ook Brownse beweging (natuurkunde).